# Pradines, Loire
Pradines là một xã trong tỉnh Loire miền trung nước Pháp.